# Comuna Nemoroj, Zvenîhorodka
Nemoroj (în ucraineană Неморож) este o comună în raionul Zvenîhorodka, regiunea Cerkasî, Ucraina, formată din satele Murzînți și Nemoroj (reședința).

## Demografie
Componența lingvistică a comunei Nemoroj
     Ucraineană (95,91%)
     Rusă (3,46%)
     Alte limbi (0,27%)
Conform recensământului din 2001, majoritatea populației comunei Nemoroj era vorbitoare de ucraineană (95,91%), existând în minoritate și vorbitori de rusă (3,46%).